# 1880 en Colombie-Britannique
Chronologie de la Colombie-Britannique
- 1876
- 1877
- 1878
- 1879
- 1880
- 1881
- 1882
- 1883
- 1884

Cette page concerne des événements qui se sont produits durant l'année 1880 dans la province canadienne de Colombie-Britannique.

## Politique
- Premier ministre : George Anthony Walkem
- Lieutenant-gouverneur : Albert Norton Richards
- Législature : 3e

## Événements
- 5 avril - ouverture de la troisième session de la troisième législative de la Colombie-Britannique.
- 8 mai - à peine d'un mois d'ouverture, la session est prolongée de nouveau et qui reprendra en janvier 1881.
- 20 décembre - Joshua Spencer Thompson du Parti libéral-conservateur de Cariboo devient le premier député à la Chambre des communes du Canada à mourir en fonction dans la province. Il était âge vers 52 ans.

## Décès
- 20 décembre - Joshua Spencer Thompson, député fédéral de Cariboo (1872-1880).